# 廃棄物発電

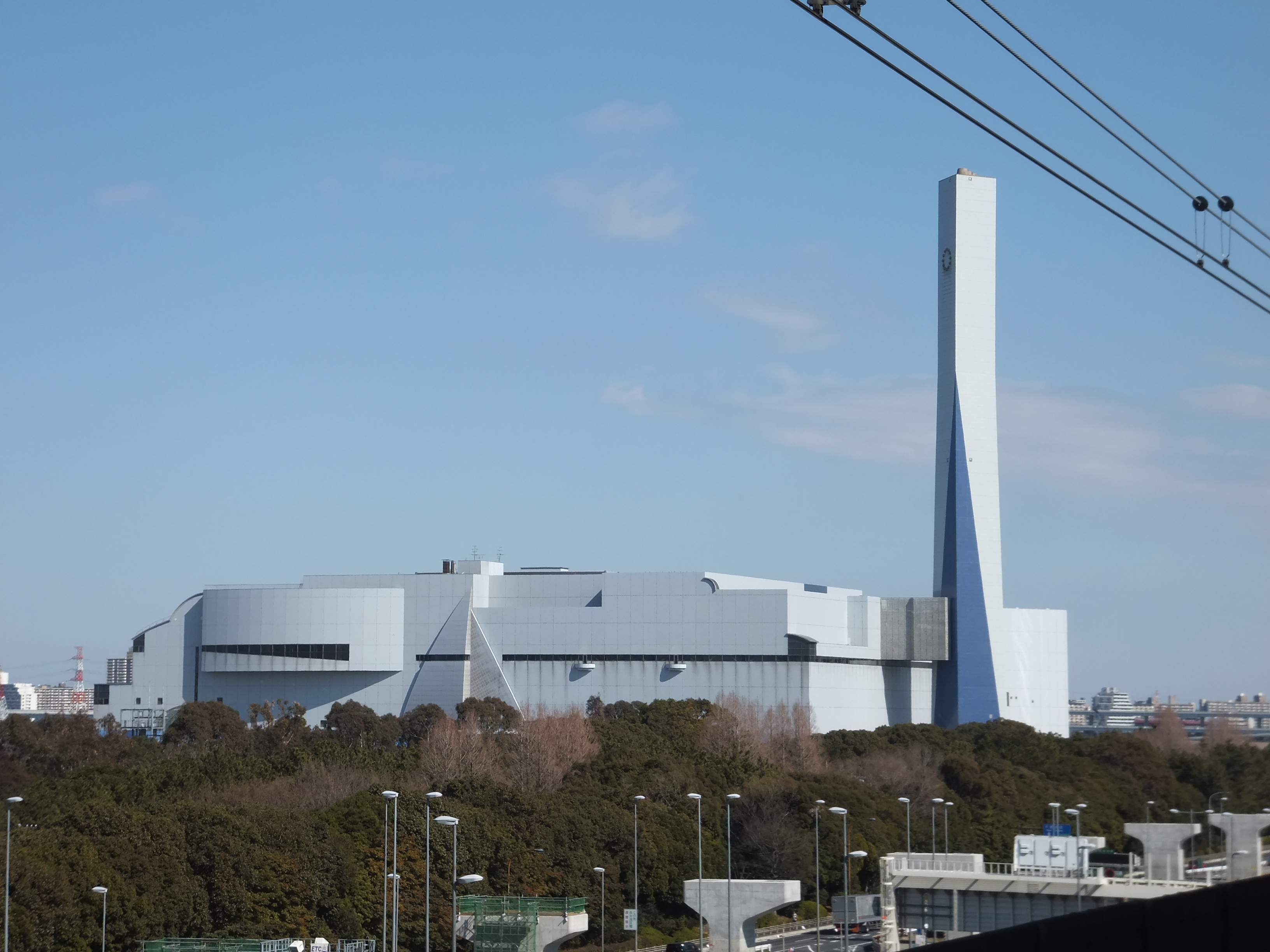
新江東清掃工場(東京都江東区)
日本最大規模のごみ焼却施設で1800t/日の処理能力を持ち、排熱を利用して最大50,000kWの発電を行う

廃棄物発電（はいきぶつはつでん）は、廃棄物をエネルギー源として行う発電。ごみ発電とも言われる。再生可能エネルギーであるバイオマス発電に分類される。地球温暖化問題に絡む化石燃料代替のための新エネルギーとして注目されるようになった経緯を持つ。
ただし、燃焼させる燃料としての廃棄物にはプラスチックや化学繊維など化石燃料由来のものも混じる理由から、厳密には燃料全てが再生可能エネルギーとは言えない。
廃棄物を効率よく燃料化するためのものとして廃棄物固形燃料(RDF)がある。

## 概要

火力発電(汽力式)の模式図
廃棄物発電では可燃ごみを燃料として利用し発電を行う

一般的には、可燃ごみを焼却してその熱を回収し、湯を沸かして蒸気タービンを回すことによって発電を行う火力発電の一種である。
廃棄物焼却施設は都市近郊に設置されている理由から、（専用の火力発電施設などと比較して）小規模ではあるものの電力消費が大規模にならざるを得ない都市に直結した分散型電源施設という捉え方がある。

## 熱効率
熱力学上、熱効率は温度差が高いほど高まる。つまり蒸気温度が高ければ高いほどよい。
しかし、廃棄物を燃焼させた後に排出される排出ガスにはボイラーなどの金属部品の腐食を誘発する塩化水素などが多く含まれるため、一般的な火力発電所と比較すると蒸気温度を下げる必要があることが発電効率の低下に繋がっている。
廃棄物ボイラの蒸気温度は400℃程度であり、火力発電では600℃の蒸気温度が実現できているのに比べて圧倒的に低い。蒸気温度600℃のときと比べ400℃程度では発電効率は半分以下に激減する。
このため、廃棄物発電の発電効率は20数％と一般的な火力の半分以下でしかない。
これらの既知の問題点についてはさまざまな新技術を用いて問題を解決する技術的発展を含む努力が行われている。

### 蒸気温度の進化
1970年代時点で、ドイツやアメリカは蒸気圧力5MPa以上,蒸気温度400〜500℃に達していたのに対し、日本は1990年代まで蒸気温度は300℃、圧力は2MPa止まりだった。復水器が空冷だったのも効率悪化を招いた。
高温焼却炉ボイラ技術においては、欧州が先行しており、日本は20年の遅れがあったといわれている。その後、日本の自治体及び各プラントメーカ，大学などの研究機関は高効率発電に向け，NEDOの「高効率廃棄物発電技術開発」プロジェクトなどを活用し、高温腐食に耐えうる材料調査や開発を進めた。その後、1995年には埼玉県で蒸気温度380 ℃のボイラが稼動し、1996年には現在の高温高圧ボイラのベースとなる、蒸気条件3.82 MPaG×400 ℃の発電施設（くりりんセンター）が稼動した。
ごみの性質も重要な要素である。昔は日本のごみは水分量が多かったが経済成長に伴い、紙・プラスチックが増加、高位発熱量は10MJに達した。

## 火力発電との統合
石炭、石油、天然ガスを用いた火力発電、さらには太陽熱発電の補助として廃棄物を燃やす。
400℃程度までの加熱を廃棄物で、それ以上の加熱を石炭等で分担すれば、タービン入口蒸気温度を火力発電と同等に高め、火力発電と同等の熱効率が期待でき、廃棄物の分化石燃料の使用を削減できる。
木材であれば、流動床炉で石炭と混焼させることもできる。その分石炭の使用量を減らせる。
現状2021年時点で日本のプラスチック年間排出量は800万トン以上、ごみ総排出量は4,000万トン以上、対する電気業における石炭の年間消費量は1億トンを超えるため、この方法でプラスチック、燃えるゴミを全て無駄なく消費でき、なお大量の石炭を必要とすることになる。

### スーパーごみ発電
日本では世紀末から2000年代初頭にかけてガスタービンと焼却炉ボイラを組み合わせたスーパーごみ発電が実用化された。
ただし、蒸気温度は焼却炉通過後で300℃、ガスタービンでの過熱後蒸気温度400℃程度であり、発電効率は高いもので34％に留まった。
現在では焼却炉単体で400℃の過熱蒸気が得られるようになっている。
国内で4施設が稼働していたが、ガス燃料の高騰もあり2019年時点で全てが廃止済みまたは廃止決定済みとなった。
メルディック（オランダ）のスーパーごみ発電では蒸気温度を焼却炉400℃→ガスタービン510℃に高めており、発電効率は52％に達している。

## 各国の廃棄物発電

### 日本
日本における初期の廃棄物発電は、1935年、東京市深川の市営塵芥焼却工場で、二基のボイラーによる発電（2000kw/h）が計画された記録がある。その後、1990年代後半から発展しており、得られた電力は施設の運用に使用し、残りを2002年に導入されたRPS法の規定を利用して電力会社に売電される。ただし、廃棄物発電施設からの発電に関しては施設そのものが小規模であることに絡み「発電ボイラーを設置しても安定電力供給ができないこと」「ボイラーの設置費用が回収不能であること」「電力会社から余剰電力の買い取りを拒否される事例が多いこと」などが報告されている。
2019年度の一般廃棄物総排出量は約4,274万トンであり、このうち直接焼却率が廃棄物総処理量の77.1%、直接最終処分率が同じく0.9%、リサイクル率が19.6%となっており、焼却率の高さが大きな特徴となっている。また2018年度の日本の廃棄物発電による総発電量は約9553GWhで約321万世帯分の消費電力と環境省は計算している。
日本ではごみ処理施設を再生可能エネルギー回収施設として見る視点の意識は希薄であるとされ、また廃棄物発電そのものの発電効率も低く、廃棄物発電そのものがごみの減量・リサイクル化に逆行するもの、とする意見がある。
またごみの燃焼に伴う環境負荷の観点からみてもごみ処理施設は小規模である方が望ましいともされている。
京都市の東部クリーンセンター（醍醐石田団地に隣接する京都市のゴミ焼却処理場。隣接する「東余熱利用センター（温水プール・老人福祉施設・図書館）」へ焼却炉の余熱を供給）では、発電した電力と蒸気を隣接する下水処理場へ供給していたが、合理化および施設の老朽化に伴い2013年3月をもって休止した。
2018年より、今治市クリーンセンターは特別養護老人ホームなどを含めた隣接公共施設へ電力を供給している。余った電力は売却し、その売却益を施設の維持管理、市民利用料にあてている。
また東日本大震災において、電力がないために焼却炉が稼働できなかった事例を踏まえ、災害時にはその自家発電機能を利用した焼却炉の稼働と住民の災害避難所としての機能も整備されている。

### アメリカ合衆国
アメリカでは1980年代のエネルギー政策などの影響により廃棄物発電の導入が進んだものの、1990年代には成長が鈍化し、2014年現在では再生可能エネルギー促進策の一環としての導入促進策が進んでいる。

### 欧州連合
欧州連合（EU）では産業廃棄物の埋め立て規制および再生可能エネルギー政策の影響により、2000年代以降に廃棄物発電の発展が進んでいる。

### マレーシア
2011年12月に再生可能エネルギーに関するFIT制度が開始され、これに廃棄物発電も含まれており、2015年の発電力の累積導入目標は200メガワットである。マレーシア国内での廃棄物発電は未だ事例が少ないものの、セランゴール州カジャン市近郊で700トン/日の都市ごみを受け入れてのRDF発電が行われており、また同時にごみを分別した上でのリサイクルも行われている。このRDF発電での発電総量は8.9メガワットになっている。